# Brunn (Gemeinde Arbesbach)
Brunn ist eine Ortschaft und eine Katastralgemeinde der Gemeinde Arbesbach im Bezirk Zwettl in Niederösterreich.

## Geografie
Die Rotte befindet sich am südöstlichen Ausläufer des Gemeindebühels (852 m ü. A.). In der Ortschaft liegen weiters die Rotten Scheibenfeld und Stolzenthal, die Streusiedlung Kreuzberg sowie einige Einzellagen.

## Geschichte
Nach Gründung der politischen Gemeinden in Niederösterreich Mitte des 19. Jahrhunderts gehörten Ortschaft und Katastralgemeinde zunächst zur politischen Gemeinde Pretrobruck. Laut Adressbuch von Österreich waren im Jahr 1938 in Brunn ein Huthändler und mehrere Landwirte ansässig. Bis zur Eingemeindung nach Arbesbach war der Ort ein Teil der damaligen Gemeinde Pretrobruck.

## Siedlungsentwicklung
Zum Jahreswechsel 1979/1980 befanden sich in der Katastralgemeinde Brunn insgesamt 42 Bauflächen mit 17.020 m² und 9 Gärten auf 3.036 m², 1989/1990 gab es 42 Bauflächen. 1999/2000 war die Zahl der Bauflächen auf 86 angewachsen und 2009/2010 bestanden 55 Gebäude auf 81 Bauflächen.

## Bodennutzung
Die Katastralgemeinde ist land- und forstwirtschaftlich geprägt. 278 Hektar wurden zum Jahreswechsel 1979/1980 landwirtschaftlich genutzt und 248 Hektar waren forstwirtschaftlich geführte Waldflächen. 1999/2000 wurde auf 266 Hektar Landwirtschaft betrieben und 258 Hektar waren als forstwirtschaftlich genutzte Flächen ausgewiesen. Ende 2018 waren 251 Hektar als landwirtschaftliche Flächen genutzt und Forstwirtschaft wurde auf 261 Hektar betrieben. Die durchschnittliche Bodenklimazahl von Brunn beträgt 14,3 (Stand 2010).